# Камбани в полунощ
„Камбани в полунощ“ (на английски: Chimes at Midnight) е испанско-швейцарски филм от 1965 година, трагикомедия на режисьора Орсън Уелс по негов собствен сценарий, базиран на пиесите на Уилям Шекспир „Хенри IV, част 1“, „Хенри IV, част 2“, „Ричард II“, „Хенри V“ и „Веселите уиндзорки“, както и на „Хроники на Холинсхед“ от Рафаел Холинсхед.

## Сюжет
В центъра на сюжета са отношенията между Шекспировия герой Фалстаф и принц Хал, който се отказва от младежките си приятелства в името на властта. Главните роли се изпълняват от Орсън Уелс, Кийт Бакстър, Джон Гилгуд, Жана Моро, Маргарет Ръдърфорд.

## В ролите
| Актьор             | Роля                                        |
| ------------------ | ------------------------------------------- |
| Орсън Уелс         | сър Джон Фалстаф                            |
| Кийт Бакстър       | принц Хал, Уелски принц                     |
| Джон Гилгуд        | Хенри IV                                    |
| Жана Моро          | Дол Тиршит, проститутка                     |
| Маргарет Ръдърфорд | госпожа Квикли                              |
| Норман Родуей      | Хенри „Хотспър“ Пърси, син на Нортъмбърланд |
| Фернандо Рей       | Граф Уорчестър, брат на Нортъмбърланд       |
| Марина Влади       | Кейт Пърси, жена на Хотспър                 |
| Алан Уеб           | съдия Шелоу                                 |
| Валтер Кияри       | съдия Сайленс                               |
| Майкъл Олдридж     | Пистолет, приятел на Фалстаф                |
| Тони Бекли         | Нед Пойнс, приятел на Фалстаф               |
| Ендрю Фолдс        | Граф Уестморланд                            |
| Хосе Нието         | Граф на Нортъмбърланд                       |

## Награди и номинации
„Камбани в полунощ“ е номиниран за наградата „Златна палма“ на кинофестивала в Кан, където печели две други награди, а Орсън Уелс е номиниран за награда на БАФТА за най-добър чуждестранен актьор.